# Jon Stewart (Schauspieler)

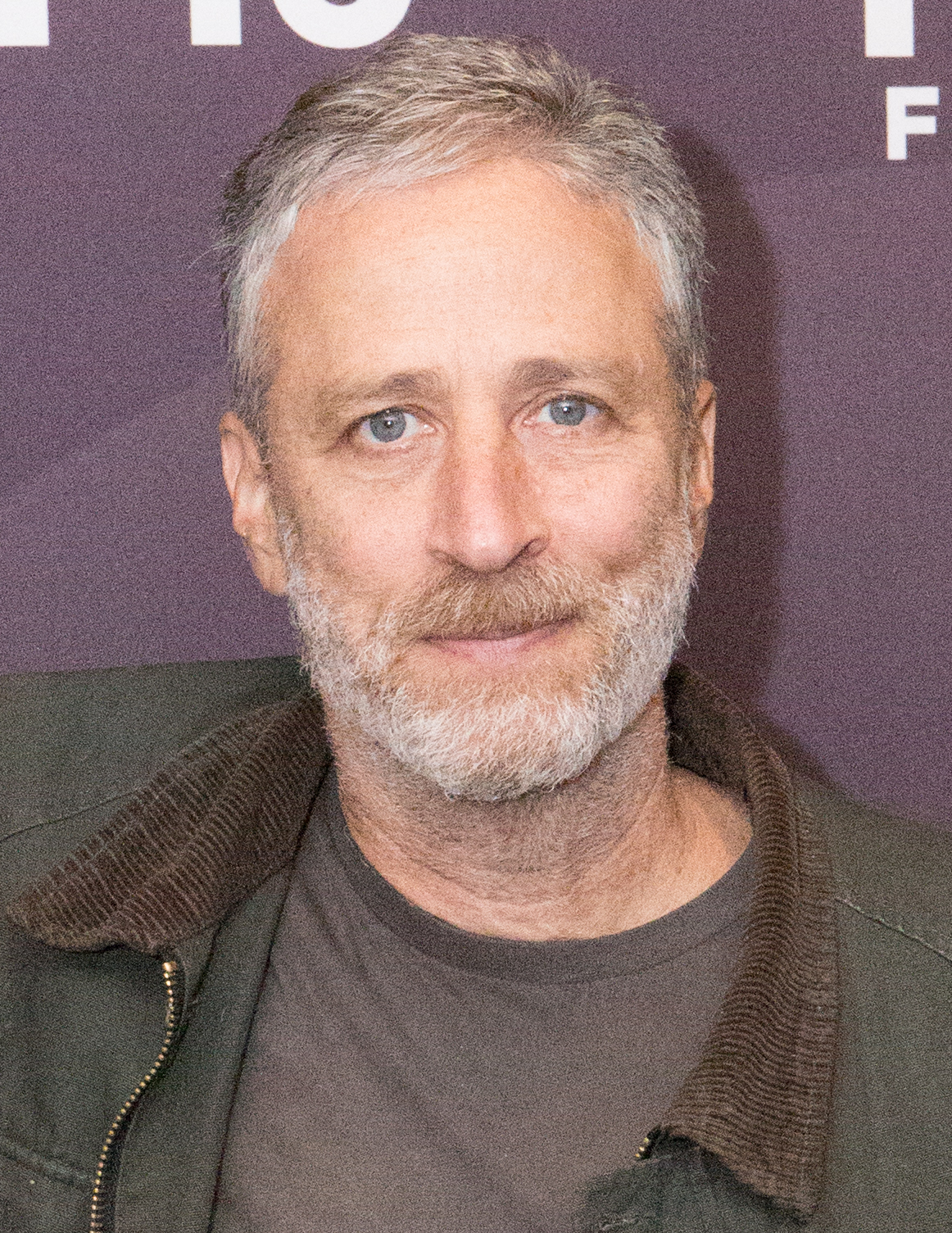
Jon Stewart (2016)

Jon Stewart (* 28. November 1962 in New York City als Jonathan Stuart Leibowitz) ist ein US-amerikanischer Komiker, Schauspieler, Schriftsteller, Produzent und Regisseur. Er ist insbesondere durch die satirische Nachrichtensendung The Daily Show with Jon Stewart bekannt, die er von 1999 bis 2015 auf dem Fernsehsender Comedy Central moderierte und für die er seit Februar 2024 wieder tätig ist.

## Leben
Jon Stewart wurde als Jonathan Stuart Leibowitz geboren. Seine Mutter Marian (geborene Laskin) war Lehrerin und später pädagogische Beraterin, während sein Vater Donald Leibowitz als Professor der Physik am College of New Jersey (vormals Trenton State College) tätig war. Stewarts Familie sind litauische Juden, die aus Belarus, Polen und der Ukraine in die Vereinigten Staaten emigrierten. Einer seiner Großväter wurde in Manzhouli (heute Teil der inneren Mongolei) geboren. Stewart hat einen älteren Bruder, Lawrence, und zwei jüngere Brüder, Dan und Matthew.
Stewarts Eltern ließen sich scheiden, als er elf Jahre alt war, und er entfremdete sich weitgehend von seinem Vater. Auch deswegen entschied er sich dazu, seinen Nachnamen abzulegen und stattdessen seinen Mittelnamen „Stuart“ zu verwenden.
Stewart und sein Bruder Lawrence wuchsen in Lawrenceville, New Jersey auf und besuchten die Lawrence High School. Stewart spielte dort im Fußballverein und wurde von seinem Abschlussjahrgang zum Schüler mit dem besten Sinn für Humor gewählt. Sich selbst beschreibt er in dieser Zeit als „Fan von Eugene Debs und ein bisschen linksgerichtet“.
Stewart wuchs in der Ära des Vietnamkriegs und des Watergate-Skandals auf, was in ihm eine „gesunde Skeptik gegenüber öffentlichen Berichten“ erweckte. Sein erster Job war eine Stelle bei Woolworth, wo auch sein Bruder Lawrence arbeitete.
1984 schloss er sein Studium am College of William & Mary in Virginia ab, wo er ursprünglich Chemie als Hauptfach gewählt hatte, bevor er zu Psychologie wechselte; zudem spielte er wie auf seiner High School im Fußballteam. In seiner Studienzeit wurde Stewart Mitglied der Studentenverbindung Pi Kappa Alpha, distanzierte sich aber später und verließ die Verbindung nach sechs Monaten. „Meine College-Karriere bestand daraus, spät aufzustehen, mir die Notizen eines anderen einzuprägen, Bongs zu rauchen und zum Fußballtraining zu gehen“, erinnert er sich später. Sein Fußballtrainer beschrieb ihn später als „guten Spieler“ mit „viel Energie“. Nach dem College hatte Stewart verschiedenste Jobs, darunter Notfallplaner für das New Jersey Department of Human Services, Vertragsverwalter für die City University of New York, Puppenspieler für Kinder mit Behinderung, Fußballtrainer an einer High School in Virginia, Caterer, Bedienungshilfe, Regalbefüller bei Woolworth’s und Barkeeper im legendären City Gardens in Trenton, New Jersey. Nach seinem Umzug nach New York trat er vor allem als Stand-Up-Comedian in den Comedy-Clubs der Stadt auf und wurde bald regelmäßiger Performer im Comedy Cellar in Manhattan, wo er zwei Jahre lang jeden Abend als letzter Komiker auftrat.

### Anfänge im Fernsehen
1989 begann Stewart als Autor für die Fernsehsendung Caroline’s Comedy Hour zu schreiben. Von 1991 bis 1993 war er neben Patty Rosborough Ko-Moderator der Sendung Short Attention Span Theater auf dem Fernsehsender Comedy Central und moderierte auf MTV die Sketch-Serie You Wrote It, You Watch It.

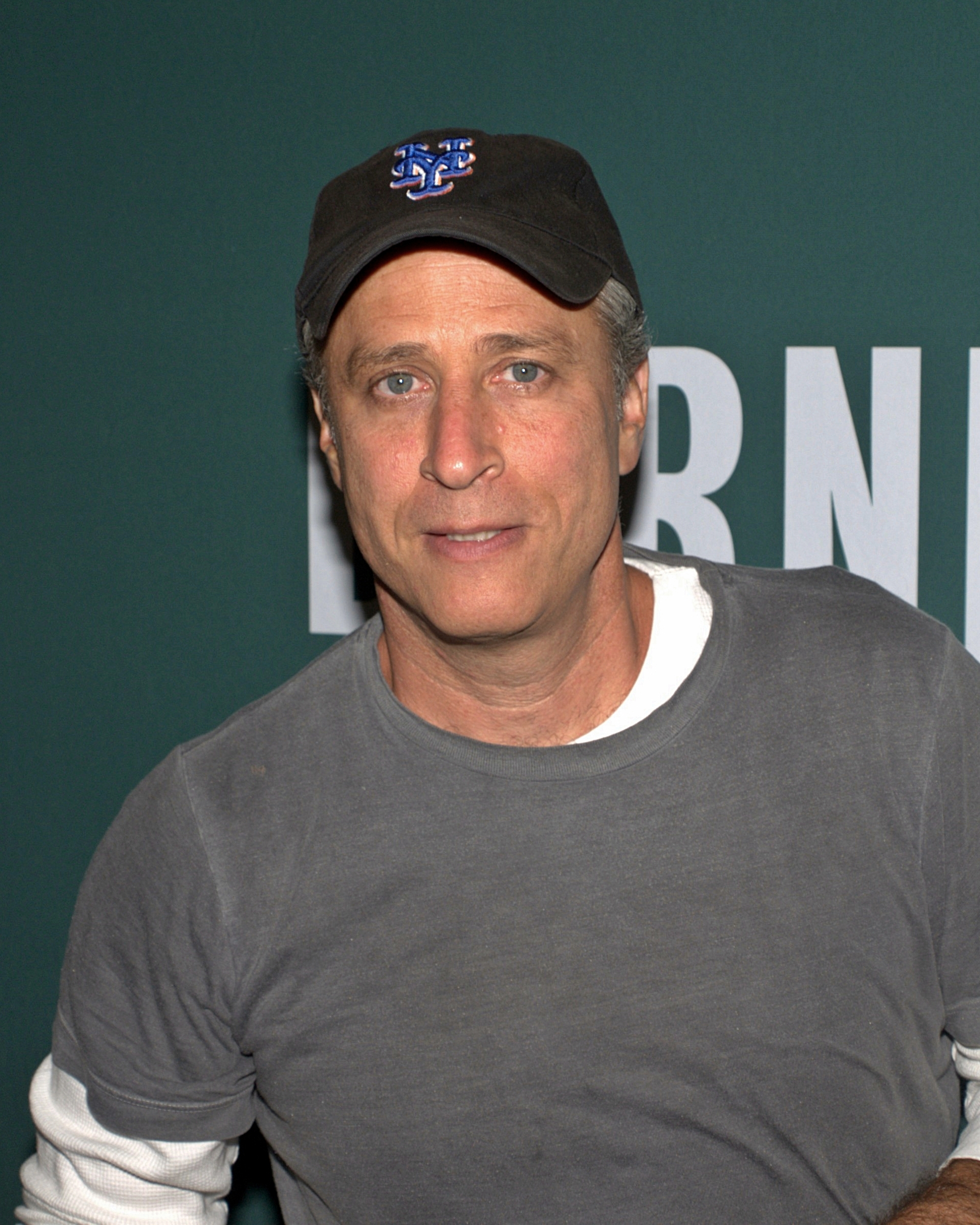
Stewart, 2010

Stewarts Karriere erhielt 1993 durch einen Auftritt bei der NBC-Show Late Night with David Letterman einen großen Schub. Noch im selben Jahr bekam er auf MTV seine eigene Sendung, die Jon Stewart Show. Die Sendung war nach Beavis und Butthead die erfolgreichste Sendung auf dem Musiksender. Allerdings floppte die Sendung ein Jahr später, als sie als von MTV und Paramount Pictures produzierte, einstündige Version in Syndikation vertrieben wurde. 1995 wurde sie abgesetzt.

### The Daily Show(1999–2015 und seit 2024)
1999 übernahm Stewart die Comedy-Central-Sendung The Daily Show, die zuvor mit mäßigem Erfolg vom Komiker Craig Kilborn moderiert wurde. Mit Jon Stewart wurde die Sendung sehr rasch immens erfolgreich.
Der Einfluss von Stewart und der Daily Show auf die politische Debatte in den USA wurde als sehr groß eingeschätzt. Im Juli 2009 wurde Jon Stewart so von den Lesern der Online-Ausgabe des Time-Magazines (nach dem Tod von Walter Cronkite) zum „most trusted newscaster“ gewählt – und dies vor „seriösen“ Größen wie Charlie Gibson von Fernsehsender ABC oder Brian Williams von der NBC. Stewart verstand sich allerdings ausschließlich als Satiriker.
Stewart ist bekannt für seine kritische Haltung gegenüber der Leistung der großen Nachrichtenmedien in den USA, denen er ein weitgehendes Versagen in Hinblick auf unabhängige Recherche und die Kontrolle der Politik vorwirft; gäbe es ausreichend investigativen Journalismus, so Stewart, wäre seine eigene Show überflüssig. Besonders der den Republikanern nahestehende konservative amerikanische Nachrichtensender Fox News wurde von Stewart regelmäßig der Parteilichkeit und der Verbreitung von Desinformationen bezichtigt.
2015 kündigte Stewart an, dass er die Moderation der Daily Show abgeben würde. Am 6. August 2015 moderierte er nach rund 16-jähriger Tätigkeit seine bis auf weiteres letzte Sendung. Sein Nachfolger, der südafrikanische Kabarettist Trevor Noah, moderierte die Sendung bis zum 8. Dezember 2022.
Durch den großen Erfolg der Daily Show wurde Stewart in Anlehnung an den ehemaligen CNN-Slogan „The most trusted name in fake news“ genannt (deutsch: „Der vertrauenswürdigste Name in Sachen gefälschte Nachrichten“). Trotz ihres weiterhin grundsätzlich satirischen Ansatzes hatte sich die Daily Show unter Stewart zu einer sehr wichtigen Instanz des investigativen Journalismus und der kritischen politischen Berichterstattung entwickelt.
Im Januar 2024 wurde bekannt, dass Stewart als Gastmoderator und Executive Producer zur Daily Show zurückkehren wird. Seit dem 12. Februar 2024 moderiert er jede Woche die Montagsausgabe der Sendung, ursprünglich bis zur Präsidentschaftswahl in den Vereinigten Staaten 2024. Ende Oktober 2024 wurde bekannt, dass er die Sendung bis 2025 weiterhin am Montagabend moderieren wird.

### Weitere Tätigkeiten
Aufmerksamkeit erregte Stewart auch durch seinen Auftritt in der beliebten CNN-Sendung Crossfire im Jahr 2004, in der er den überrumpelten Moderatoren dieser Politik-Talkshow, Tucker Carlson und Paul Begala, vorwarf, Zuschauer nicht etwa seriös und aufklärend über politische Themen zu informieren, sondern in ihrer Sendung stattdessen nur die Polarisierung der politischen Diskussion und die Spaltung der amerikanischen Gesellschaft voranzutreiben: „It’s hurting America. Here is what I wanted to tell you guys: Stop... You have a responsibility to the public discourse, and you fail miserably“ („Sie schadet Amerika. Dies ist, was ich euch sagen wollte: Hört auf... Ihr tragt Verantwortung gegenüber dem öffentlichen Diskurs, und ihr versagt jämmerlich“). Die Sendung wurde wenig später von CNN eingestellt, ausdrücklich unter Verweis auf Stewarts Kritik.
Neben der Daily Show war Jon Stewart auch in einigen Kinofilmen zu sehen, unter anderen in The Faculty, Half Baked, Tötet Smoochy, Big Daddy und Jay und Silent Bob schlagen zurück, und in Gastrollen in diversen Fernsehserien wie Chaos City, Die Nanny oder auch Die Simpsons. Zudem moderierte er 2006 und 2008 die Oscars und die Grammy Awards in den Jahren 2001 und 2002.
2014 führte Stewart bei dem Drama Rosewater Regie. Der Film, für den Stewart auch das Drehbuch schrieb, basiert auf den Memoiren Then They Came for Me vom iranisch-kanadischen Journalisten und Aktivisten Maziar Bahari und erzählt von dessen Inhaftierung 2009 im Iran.
Nach der Daily Show kehrte Jon Stewart zum Sender HBO zurück. Stewart unterschrieb im November 2015 bei HBO einen Vertrag über vier Jahre, laut dem er Videos für HBOs Streaming-Angebote HBO Now und HBO Go produzieren sollte. Allerdings wurde der Start des Projekts zunächst mehrmals verschoben und schließlich am 23. Mai 2017 endgültig abgesagt.
Ab September 2021 war Jon Stewart mit seiner neuen Show „The Problem with Jon Stewart“ auf Apple TV+ präsent. Jede dieser Sendungen konzentrierte sich auf ein Thema. Die erste und zweite Staffel der Sendung erhielten verschiedene Emmy-Nominierungen, dennoch wurde die Sendung kurz vor Produktionsstart der dritten Staffel wegen künstlerischer Differenzen mit Apple-TV abgesetzt. Die Differenzen sollen sich an den Themen China und Künstliche Intelligenz entzündet haben, sowie einer geplanten Einladung von Lina Khan in die Sendung.

## Privates
Im Sommer 1987 bewohnte er ein Ferienhaus gemeinsam mit dem späteren Kongressabgeordneten Anthony Weiner.
1997, am Set des Films Wishful Thinking, arrangierte ein Produktionsassistent ein Blind Date zwischen Stewart und Tracey Lynn McShane. Beide gingen vier Jahre miteinander aus. Stewart machte ihr über ein personalisiertes Kreuzworträtsel einen Antrag, mit der Hilfe von Will Shortz, dem Redakteur für Kreuzworträtsel bei der New York Times. Die beiden heirateten im Jahr 2000. Am 19. Juni 2001 reichten Stewart und seine Frau einen gemeinsamen Antrag auf Namensänderung ein und änderten ihre Nachnamen rechtlich in Stewart um. Durch In-vitro-Fertilisation hat das Paar zwei Kinder: Einen am 3. Juli 2004 geborenen Sohn und eine am 4. Februar 2006 geborene Tochter.
2013 kauften Jon und Tracey eine fast fünf Hektar große Farm namens Bufflehead Farm in Middletown, New Jersey. Sie nutzen sie als Heim für misshandelte Tiere. Seit 2015 ernährt sich Stewart aus ethischen Gründen vegetarisch; seine Frau ist bereits seit langer Zeit Veganerin.
Im Jahr 2004 erhielt Stewart von seiner früheren Universität die Ehrendoktorwürde.
2017 erhielt das Ehepaar die Genehmigung zur Eröffnung eines 18 Hektar großen Tierheims in Colts Neck, das ein neues Zuhause für Tiere werden soll, die beispielsweise aus Schlachtereien gerettet wurden.

## Auszeichnungen
Stewart wurde insgesamt mit 19 Emmy Awards für seine Arbeit bei der Daily Show ausgezeichnet, darunter 2001, 2003, 2004, 2005, 2006, 2009, 2011, 2012 und 2015 für Drehbuch für eine Varieté-, Musik- oder Comedysendung, sowie zehn Jahre in Folge für Varieté-, Musik- oder Comedysendung von 2003 bis 2012.
Zudem erhielt er mit seiner Sendung zweimal den Peabody Award für die Segmente Indecision 2000 und Indecision 2004, der Berichterstattung der Daily Show während der US-Präsidentschaftswahlen in den entsprechenden Jahren. Ebenfalls 2004 erhielt er, gemeinsam mit den Autoren der Daily Show, den Thurber Prize for American Humor für das Buch The Daily Show with Jon Stewart Presents America (The Book): A Citizen’s Guide to Democracy Inaction. Für das dazugehörige Hörbuch durfte Stewart 2005 einen Grammy Award für das beste Comedy-Album entgegennehmen.
Stewart wurde auch in den 2005 Time 100 genannt, einer jährlich erscheinenden Liste der für das Jahr einflussreichsten Personen, die vom Time Magazine herausgegeben wird.
Im Jahr seines Ausscheidens 2015 wurde die The Daily Show with Jon Stewart mit dem Institutional Peabody Award ausgezeichnet.  2022 wurde Stewart mit dem Mark-Twain-Preis ausgezeichnet, der als wichtigste amerikanische Auszeichnung für Humor gilt.

## Bibliographie
- Naked Pictures of Famous People (1998) ISBN 0-688-15530-8.
- America (The Book): A Citizen’s Guide to Democracy Inaction (Warner Books, 2004) ISBN 0-446-53268-1.
- Earth (The Book): A Visitor’s Guide to the Human Race (Grand Central Publishing, 2010) ISBN 978-0-446-57922-3.

## Filmographie (Auswahl)
- 1994: Lifesavers – Die Lebensretter (Mixed Nuts)
- 1996: Der Club der Teufelinnen (The First Wives Club)
- 1997: Wishful Thinking
- 1998: Half Baked – Völlig high und durchgeknallt (Half Baked)
- 1998: The Faculty
- 1998: Leben und lieben in L.A. (Playing By Heart)
- 1999: Big Daddy
- 2000: The Office Party (Kurzfilm)
- 2001: Jay und Silent Bob schlagen zurück (Jay and Silent Bob Strike Back)
- 2002: Tötet Smoochy (Death to Smoochy)
- 2002: The Adventures of Tom Thumb and Thumbelina (Stimme)
- 2006: Wordplay (Dokumentarfilm)
- 2007: Evan Allmächtig (Evan Almighty)
- 2008: Der große Buck Howard (The Great Howard Buck)
- 2011: Der Plan (The Adjustment Bureau)
- 2011: Der Biber (The Beaver)
- 2014: Rosewater (Regie, Drehbuch, Produktion)
- 2016: Batman v Superman: Dawn of Justice
- 2020: Irresistible – Unwiderstehlich (Irresistible, Regie, Drehbuch, Produktion)
- 2021: Das Problem mit Jon Stewart (The Problem with Jon Stewart)
- 2024: IF: Imaginäre Freunde (IF, Stimme)